# Chiến tranh lạnh (thuật ngữ)
Chiến tranh lạnh (cold war) là chính sách thù địch về mọi mặt của các nước đế quốc trong mối quan hệ với các nước xã hội chủ nghĩa.

## Một số cuộc chiến tranh lạnh trên thế giới
- 1871–1914: Đế quốc Anh, Pháp và Đế quốc Nga ở một bên và Đức và Đế quốc Áo-Hung ở bên kia
- 1923–nay: giữa Hy Lạp và Thổ Nhĩ Kỳ
- Chiến tranh Lạnh: Sau Chiến tranh thế giới thứ hai, giữa khối Warszawa do Liên Xô đứng đầu và NATO do Hoa Kỳ đứng đầu, kéo dài từ 1947 cho đến 1991 - khi Liên Xô và khối Warszawa tan rã.
- 1949–nay: giữa Cộng hòa Nhân dân Trung Hoa và Trung Hoa Dân Quốc
- 1953–nay: giữa Cộng hoà Dân chủ Nhân dân Triều Tiên và Đại Hàn Dân Quốc
- 1962–nay: Mỹ và Cuba